# Zelotes fuscotestaceus
Zelotes fuscotestaceus este o specie de păianjeni din genul Zelotes, familia Gnaphosidae. A fost descrisă pentru prima dată de Simon, 1878. Conform Catalogue of Life specia Zelotes fuscotestaceus nu are subspecii cunoscute.